# عقد 820 هـ
عقد 820 هـ هو الفترة بين عام 820 إلى 829 في التقويم الهجري، أي العشر سنوات الثالثة من القرن التاسع الهجري.